# Sherlock Gnomes
A Sherlock Gnomes 2018-ban bemutatott amerikai 3D-s számítógépes animációs film, amelyet John Stevenson rendezett. A forgatókönyvet Kevin Cecil, Andy Riley, Emily Cook, Kathy Greenberg és Ben Zazove írták. A játékfilm producerei David Furnish, Steve Hamilton Shaw és Carolyn Soper. Az animációs film zenéjét Chris Bacon szerezte. A tévéfilm gyártója a Paramount Animation, a Metro-Goldwyn-Mayer és Rocket Pictures forgalmazója a Paramount Pictures. Műfaja filmvígjáték.
Amerikában 2018. március 23-án, míg Magyarországon egy nappal előbb 2018. március 22-én mutatták be a moziban.

## Szereplők
| Szereplő        | Eredeti hang     | Magyar hang         |
| --------------- | ---------------- | ------------------- |
| Gnómeó          | James McAvoy     | Hevér Gábor         |
| Júlia           | Emily Blunt      | Gubás Gabi          |
| Sherlock Gnomes | Johnny Depp      | Király Attila       |
| Watson          | Chiwetel Ejiofor | Csankó Zoltán       |
| Irene           | Mary J. Blige    | Peller Anna         |
| Lord Vérszem    | Michael Caine    | Harsányi Gábor      |
| Lady Kékvér     | Maggie Smith     | Molnár Piroska      |
| Nanette         | Ashley Jensen    | Kiss Erika          |
| Benny           | Matt Lucas       | Elek Ferenc         |
| Páris           | Stephen Merchant | Fesztbaum Béla      |
| Miss Montague   | Julie Walters    | Szabó Éva           |
| Lord Capulet    | Richard Wilson   | Reviczky Gábor      |
| Mankini         | Julio Bonet      | Mészáros Máté       |
| Őz              | Ozzy Osbourne    | Nagy Feró           |
| Moriarty        | Jamie Demetriou  | Csőre Gábor         |
| Ronnie          | Javone Prince    | Kálloy Molnár Péter |